# Oxalis robinsonii
Oxalis robinsonii är en harsyreväxtart som beskrevs av Salter & Exell. Oxalis robinsonii ingår i släktet oxalisar, och familjen harsyreväxter. Inga underarter finns listade i Catalogue of Life.